# Memories...Do Not Open
Memories...Do Not Open è il primo album in studio del gruppo musicale statunitense The Chainsmokers, pubblicato il 7 aprile 2017 dalla Columbia Records.

## Antefatti
I primi indizi riguardanti la preparazione di un album in studio del duo sono stati lasciati dal cantante dei Coldplay Chris Martin, il quale ha rivelato la relativa pubblicazione per il 2017. In occasione dei Grammy Awards 2017 i The Chainsmokers hanno rivelato in via ufficiale il titolo e la data di pubblicazione.
La pubblicazione dell'album è stata anticipata da tre singoli. Il primo, Paris, è stato pubblicato il 13 gennaio 2017, il secondo è stato Something Just like This inciso con i Coldplay e uscito il 22 febbraio. Il terzo ed ultimo è stato The One, pubblicato il 27 marzo 2017.

## Tracce
1. The One – 2:58
2. Break Up Every Night – 3:28
3. Bloodstream – 3:44
4. Don't Say (feat. Emily Warren) – 3:49
5. Something Just like This (The Chainsmokers & Coldplay) – 4:07
6. My Type (feat. Emily Warren) – 3:37
7. It Won't Kill Ya (feat. Louane) – 3:38
8. Paris – 3:11
9. Honest – 3:28
10. Wake Up Alone (feat. Jhené Aiko) – 3:36
11. Young – 3:45
12. Last Day Alive (feat. Florida Georgia Line) – 3:34